# Бессарабка (Роздільнянський район)
Бесара́бка — село в Україні, у Великомихайлівській селищній громаді Роздільнянського району Одеської області. Населення становить 12 осіб.
До 17 липня 2020 року було підпорядковане Великомихайлівському району, який був ліквідований.

## Історія
Під час Голодомору 1932—1933 років померло щонайменше 11 жителів села.

## Населення
Згідно з переписом 1989 року населення села становило 10 осіб, з яких 7 чоловіків та 3 жінки.
За переписом населення 2001 року в селі мешкало 12 осіб. 100 % населення вказало своєю рідною мовою українську мову.